# Рвање на Летњим олимпијским играма 1988.
На Летњим олимпијским играма 1988. у Сеулу рвачи су се борили у 20 тежинских категорија, по 10 у слободном и грчко-римском стилу.

## Освајачи медаља

### Слободни стил
| Категорија | Злато                                  | Сребро                                       | Бронза                                  |
|            |                                        |                                              |                                         |
| до 48 кг   | Такаши Кобајаши · Јапан                | Иван Цонов · Бугарска                        | Сергеј Карамчаков · Совјетски Савез     |
| до 52 кг   | Мицуру Сато · Јапан                    | Шабан Трстена · Југославија                  | Владимир Тогузов · Совјетски Савез      |
| до 57 кг   | Сергеј Белоглазов · Совјетски Савез    | Аскари Мохамадијан · Иран                    | Но Кјунг-Сун · Јужна Кореја             |
| до 62 кг   | Џон Смит · Сједињене Америчке Државе   | Степан Саркисјан · Совјетски Савез           | Симеон Штерев · Бугарска                |
| до 68 кг   | Арсен Фадзајев · Совјетски Савез       | Парк Џанг-Сун · Јужна Кореја                 | Нејт Кар · Сједињене Америчке Државе    |
| до 74 кг   | Кени Манди · Сједињене Америчке Државе | Адлан Варајев · Совјетски Савез              | Рахмат Софијади · Бугарска              |
| до 82 кг   | Хан Мјунг-Ву · Јужна Кореја            | Нечми Генчалп · Турска                       | Јозеф Лохиња · Чехословачка             |
| до 90 кг   | Махарбек Хадарцев · Совјетски Савез    | Акира Ота · Јапан                            | Ким Те-Ву · Јужна Кореја                |
| до 100 кг  | Василе Пушкашу · Румунија              | Лери Хабелов · Совјетски Савез               | Вилијам Шер · Сједињене Америчке Државе |
| до 130 кг  | Давид Гобежишвили · Совјетски Савез    | Брус Баумгартнер · Сједињене Америчке Државе | Андреас Шредер · Источна Немачка        |

### Грчко-римски стил
| Категорија | Злато                                | Сребро                             | Бронза                                      |
|            |                                      |                                    |                                             |
| до 48 кг   | Винченцо Маенца · Италија            | Анджеј Гломб · Пољска              | Братан Ценов · Бугарска                     |
| до 52 кг   | Јон Ренинген · Норвешка              | Ацуџи Мијахира · Јапан             | Ли Џе-Сук · Јужна Кореја                    |
| до 57 кг   | Андраш Шике · Мађарска               | Стојан Балов · Бугарска            | Хараламбос Холидис · Грчка                  |
| до 62 кг   | Камандар Маџидов · Совјетски Савез   | Живко Вангелов · Бугарска          | Ан Те-Хјун · Јужна Кореја                   |
| до 68 кг   | Левон Џулфалакјан · Совјетски Савез  | Ким Сунг-Мун · Јужна Кореја        | Тапио Сипиле · Финска                       |
| до 74 кг   | Ким Јанг-Нам · Јужна Кореја          | Даулет Турљханов · Совјетски Савез | Јозеф Трач · Пољска                         |
| до 82 кг   | Михаил Мамијашвили · Совјетски Савез | Тибор Комароми · Мађарска          | Ким Санг-Кју · Јужна Кореја                 |
| до 90 кг   | Атанас Комчев · Бугарска             | Хари Коскела · Финска              | Владимир Попов · Совјетски Савез            |
| до 100 кг  | Анджеј Вроњски · Пољска              | Герхард Химел · Западна Немачка    | Денис Кословски · Сједињене Америчке Државе |
| до 130 кг  | Александар Карељин · Совјетски Савез | Рангел Геровски · Бугарска         | Томас Јохансон · Шведска                    |

## Биланс медаља
| Позиција    | Држава                    | Злато | Сребро | Бронза | Укупно |
| ----------- | ------------------------- | ----- | ------ | ------ | ------ |
| 1           | Совјетски Савез           | 8     | 4      | 3      | 15     |
| 2           | Јужна Кореја              | 2     | 2      | 5      | 9      |
| 3           | Јапан                     | 2     | 2      | 0      | 4      |
| 4           | Сједињене Америчке Државе | 2     | 1      | 3      | 6      |
| 5           | Бугарска                  | 1     | 4      | 3      | 8      |
| 6           | Пољска                    | 1     | 1      | 1      | 3      |
| 7           | Мађарска                  | 1     | 1      | 0      | 2      |
| 8           | Норвешка                  | 1     | 0      | 0      | 1      |
| 8           | Италија                   | 1     | 0      | 0      | 1      |
| 8           | Румунија                  | 1     | 0      | 0      | 1      |
| 11          | Финска                    | 0     | 1      | 1      | 2      |
| 12          | Југославија               | 0     | 1      | 0      | 1      |
| 12          | Западна Немачка           | 0     | 1      | 0      | 1      |
| 12          | Иран                      | 0     | 1      | 0      | 1      |
| 12          | Турска                    | 0     | 1      | 0      | 1      |
| 16          | Грчка                     | 0     | 0      | 1      | 1      |
| 16          | Шведска                   | 0     | 0      | 1      | 1      |
| 16          | Чехословачка              | 0     | 0      | 1      | 1      |
| 16          | Источна Немачка           | 0     | 0      | 1      | 1      |
| Укупно (19) | Укупно (19)               | 20    | 20     | 20     | 60     |

## Земље учеснице
Учествовао је 431 такмичар из 69 земаља.
| - Авганистан - Америчка Самоа - Аргентина - Аустралија - Аустрија - Белгија - Бразил - Бугарска - Камерун - Канада - Кина - Кинески Тајпеј - Колумбија - Чехословачка - Источна Немачка - Египат - Салвадор - Финска |  | - Француска - Гамбија - Уједињено Краљевство - Грчка - Гвам - Гватемала - Гвинеја - Мађарска - Индија - Индонезија - Иран - Ирак - Ирска - Израел - Италија - Јапан - Јордан |  | - Кенија - Либан - Малта - Мауританија - Маурицијус - Мексико - Монголија - Мароко - Нови Зеланд - Нигерија - Северни Јемен - Норвешка - Пакистан - Панама - Перу - Филипини - Пољска |  | - Португалија - Порторико - Румунија - Самоа - Сенегал - Јужна Кореја - Совјетски Савез - Шпанија - Шведска - Швајцарска - Сирија - Тунис - Турска - Сједињене Америчке Државе - Вијетнам - Западна Немачка - Југославија |